# DiscT@2

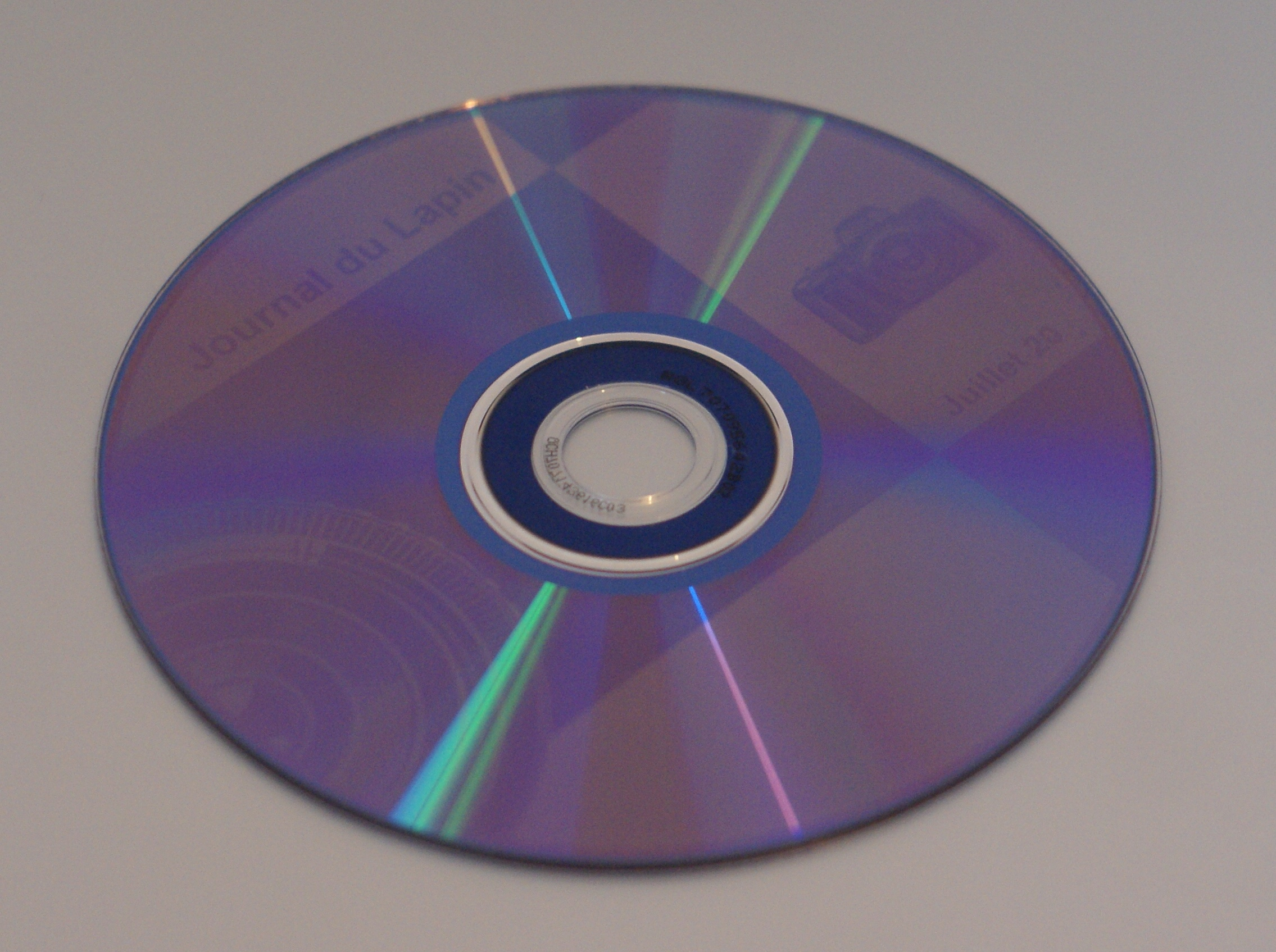
Un disque gravé avec DiscT@2

Le DiscT@2 est une technique de Yamaha permettant de graver sur les CD-R et les DVD-R, des textes et images dans la surface inscriptible restante après la gravure des données. Apparue en 2002 avec le graveur de CD CRW-F1, cette technique n'a depuis pas été reconduite sur d'autres modèles de graveurs de CD mais a été adaptée plus tard sur des graveurs de DVD Pioneer et NEC. 

## Procédé
Ce processus de labellisation de disque optique permet de personnaliser les disques optiques de manière à les reconnaître aisément. Il grave les images dans l'espace laissé libre en périphérie du disque. Il avait pour but de remplacer les étiquettes autocollantes classiques, les inscriptions au feutre, ou l'impression jet d'encre, qui nécessitent tous un matériel spécifique; ici, effectivement, le graveur devient le seul outil nécessaire, et les médias vierge utilisés sont complètement standard (contrairement aux techniques plus récentes évoquées plus bas).
Le procédé technique consiste à modifier l'utilisation du laser, qui au lieu de graver des données binaires par une succession de creux dans la surface du disque (encodage par modulation), grave le disque pour produire les zones sombres de l'image. Puisqu'aucune encre n'est nécessaire, le résultat obtenu dépend directement du matériau chimique photosensible utilisé pour la surface du média :
- Azo : disques bleu foncé, pour lesquels le contraste de l'image gravé est très bon.
- Cyanine : disque bleus très clairs, verts ou jaunes, sur lesquels l'image est claire ou ressemble à un hologramme.
- Phtalocyanine : disques argentés ou dorés, sur lesquels l'image ressemble à un filigrane.

## Limites et évolutions
Malheureusement, les inconvénients de cette technique sont importants. Celle-ci ne permet en effet d'écrire que sur la face où sont situées les données, ce qui est nettement moins pratique qu'un marquage sur le dessus du CD, qui est la face visible du CD lorsqu'on le place dans son lecteur (et usuellement la face visible du CD dans son rangement). Plus gênant encore : comme les images ne peuvent être gravées que dans l'espace restant en périphérie du disque, il n'est pas possible de labelliser un disque complètement rempli. Or sacrifier une partie du disque pour se réserver une marge de gravure n'est pas toujours faisable.
Depuis peu, les constructeurs ont donc développé les techniques LightScribe et LabelFlash, sous licences, qui permettent toutes deux de graver textes et images sur le dessus des CD et DVD. Elles nécessitent par contre toutes les deux des supports spécifiques, respectivement compatibles LightScribe ou LabelFlash.

## Graveurs compatibles

### Graveurs de CD
- Yamaha CRW-F1

### Graveurs de DVD
- Pioneer DVR-111D, DVR-111L, DVR-111, and DVR-A11XL
- NEC ND-3550A, ND-3551A, ND-4550A, ND-4551A & ND-4571A